# Vesna Milivojevic
Vesna Milivojevic (* 27. Dezember 2001) ist eine australisch-serbische Fußballspielerin.

## Karriere

### Verein
Nachdem sie 2019 bereits für den Bankstown City Lions gespielt hatte, wurde Vesna Milivojevic im November 2019 von den Western Sydney Wanderers, welche in der W-League aktiv sind, für die Saison 2019/20 verpflichtet. Ihr Debüt für den neuen Verein gab die damals 17-Jährige am 14. November 2019 beim 2:1-Sieg gegen Adelaide United, wo sie von Trainer Dean Heffernan in der Startelf aufgeboten wurde. Mit ihrer Mannschaft beendete sie die reguläre Saison auf dem vierten Platz, wodurch sie sich für das Meisterschafts-Play-Off qualifizierten, wo sie im Halbfinale gegen den späteren Meister Melbourne City FC mit 1:5 unterlagen.
Zur Saison 2020/21 wechselte Vesna Milivojevic nach Europa und schloss sich dem serbischen Meister ŽFK Spartak Subotica an, mit welchem sie an der Qualifikation für die UEFA Women’s Champions League teilnahm. Nach Siegen über Agarista-ȘS Anenii Noi aus Moldawien und FC NSA Sofia aus Bulgarien qualifizierte sie sich mit ihrer Mannschaft für die K.-o.-Phase der UEFA Women’s Champions League 2020/21. Dort traf die serbische Mannschaft um Vesna Milivojevic auf den VfL Wolfsburg und schied nach einer 0:5-Heimniederlage und einer 0:2-Auswärtsniederlage aus dem Wettbewerb aus. In beiden Partien wurde sie von Trainer Bojan Arsić in der Startformation aufgeboten.
Nach nur einer Halbserie verließ Vesna Milivojevic den Verein und schloss sich für die Rückrunde der Saison 2020/21 dem BV Borussia Bocholt an. Ihr Debüt in der 2. Frauen-Bundesliga gab sie am 21. März 2021 beim 2:0-Sieg gegen die SpVg Berghofen. Am 11. April 2021 erzielte Vesna Milivojevic ihr erstes und einziges Ligator für Borussia Bocholt. Nur eine Minute nach dem 1:2-Führungstor der Gladbacherinnen erzielte sie auf Vorlage von Vanessa Martini den 2:2-Ausgleich, welcher auch der Endstand war. Am Saisonende belegte sie mit der Bocholter Mannschaft in der Nord-Staffel der zweiten Liga den vierten Platz und sicherten damit dem Verein den Klassenerhalt. 
Nach nur einer Saison verließ Vesna Milivojevic den Verein wieder und schloss sich erneut ŽFK Spartak Subotica an, mit welchem sie erneut an der Qualifikation für die UEFA Women’s Champions League teilnahm. Nach einem Sieg gegen Peamount United aus Irland schied sie mit ihrer Mannschaft gegen FC Twente Enschede aus den Niederlanden aus.

### Nationalmannschaft
Für die WM-Qualifikationsspiele gegen Portugal am 21. Oktober 2021 und gegen die Türkei am 26. Oktober 2021 wurde Vesna Milivojevic erstmals von Nationaltrainer Predrag Grozdanović für die serbische Nationalmannschaft nominiert. Bei der 2:1-Niederlage gegen Portugal gab sie ihr Debüt für die Nationalmannschaft von Serbien.